# If....
If.... är en brittisk dramafilm från 1968 i regi av Lindsay Anderson. Manuset skrevs av David Sherwin, baserat på en synopsis av Sherwin och John Howlett.
Filmen är en samhällskritisk satir, som handlar om en grupp elever som ockuperar en privatskola. Den är den första filmen i en löst sammanhållen trilogi, där man får följa olika skeden i Mick Travis liv och i det brittiska samhällets utveckling.
Malcolm McDowell, som spelar Mick Travis i filmerna, långfilmsdebuterade i If.... De två andra filmerna i trilogin är O Lucky Man! (1973) och Brittiska sjukan (1982). Filmen vann Guldpalmen vid filmfestivalen i Cannes 1969.
1999 placerade British Film Institute filmen på 12:e plats på sin lista över de 100 bästa brittiska filmerna genom tiderna.

## Medverkande
| Malcolm McDowell | – Michael Arnold "Mick" Travis |
| David Wood       | – Johnny                       |
| Richard Warwick  | – Wallace                      |
| Christine Noonan | – The Girl                     |
| Rupert Webster   | – Bobby phillips               |
| Robert Swann     | – Rowntree                     |
| Hugh Thomas      | – Denson                       |
| Michael Cadman   | – Fortinbras                   |
| Peter Sproule    | – Barnes                       |
| Peter Jeffrey    | – Headmaster                   |
| Anthony Nicholls | – General Denson               |
| Arthur Lowe      | – Mr Kemp                      |
| Mona Washbourne  | – Matron                       |
| Mary MacLeod     | – Mrs Kemp                     |